# 托馬斯·D·賴斯

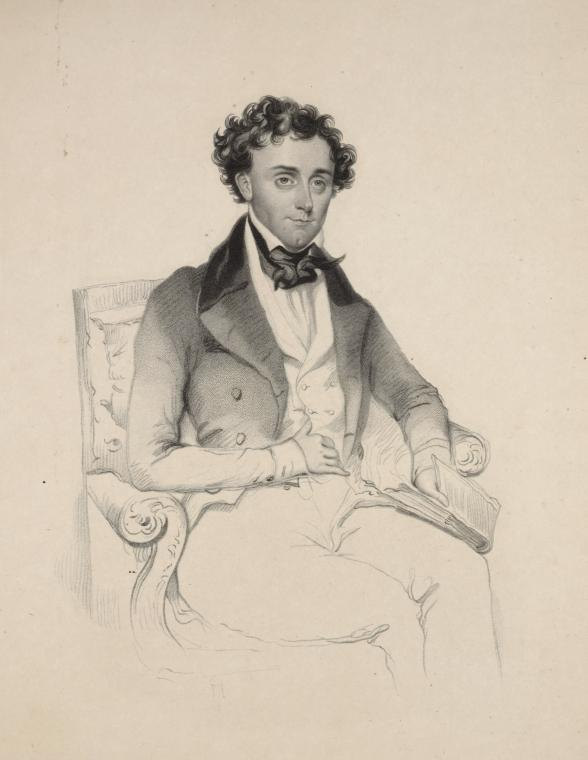
托馬斯·D·賴斯

托馬斯·D·賴斯（1808年5月20日-1860年9月19日）是一位美国演员和剧作家，他在表演時會涂成黑脸，而且會說著非洲裔美国人白话英语、唱他們的歌曲並跳他們的舞蹈。 托馬斯·D·賴斯還創作出了吉姆·克勞這一角色。 吉姆·克勞法的名稱也來源自吉姆·克勞。